# Fairy Chess Review
 (février 2023).
Si vous disposez d'ouvrages ou d'articles de référence ou si vous connaissez des sites web de qualité traitant du thème abordé ici, merci de compléter l'article en donnant les références utiles à sa vérifiabilité et en les liant à la section « Notes et références ».
The Fairy Chess Review (FCR) est une revue britannique créée par Thomas Dawson consacrée principalement aux problèmes d'échecs féeriques. La revue publia aussi de nombreux travaux originaux sur des problèmes mathématiques comme le problème du cavalier ou les polyominos ainsi que d'autres énigmes relatives aux échecs. Elle publiait six numéros par an et neuf volumes parurent de 1930 à 1958. 